# Liste des médaillés aux Jeux olympiques d'été de 2020
Cet article liste les athlètes ayant remporté une médaille aux Jeux olympiques d'été de 2020 à Tokyo (Japon).

## Athlétisme
| Épreuves          | Or | Argent | Bronze |
| ----------------- | --- | --- | --- |
| Hommes            | | | |
| 100 m             | Marcell Jacobs (ITA) | Fred Kerley (USA) | Andre De Grasse (CAN) |
| 200 m             | Andre De Grasse (CAN) | Kenneth Bednarek (USA)                                                                                                  | Noah Lyles (USA) |
| 400 m             | Steven Gardiner (BAH) | Anthony Zambrano (COL)                                                                                                  | Kirani James (GRN) |
| 800 m             | Emmanuel Korir (KEN) | Ferguson Rotich (KEN)                                                                                                   | Patryk Dobek (POL) |
| 1 500 m           | Jakob Ingebrigtsen (NOR) | Timothy Cheruiyot (KEN)                                                                                                 | Josh Kerr (GBR) |
| 5 000 m           | Joshua Cheptegei (UGA) | Mohammed Ahmed (CAN) | Paul Chelimo (USA) |
| 10 000 m          | Selemon Barega (ETH) | Joshua Cheptegei (UGA)                                                                                                  | Jacob Kiplimo (UGA) |
| Marathon          | Eliud Kipchoge (KEN) | Abdi Nageeye (NED) | Bashir Abdi (BEL) |
| 110 m haies       | Hansle Parchment (JAM) | Grant Holloway (USA) | Ronald Levy (JAM) |
| 400 m haies       | Karsten Warholm (NOR) | Rai Benjamin (USA) | Alison dos Santos (BRA) |
| 3 000 m steeple   | Soufiane el-Bakkali (MAR) | Lamecha Girma (ETH) | Benjamin Kigen (KEN) |
| Relais 4 × 100 m  | Italie- Eseosa Desalu - Marcell Jacobs - Lorenzo Patta - Filippo Tortu                                                                               | Canada- Jerome Blake - Aaron Brown - Andre De Grasse - Brendon Rodney                                                   | Chine- Su Bingtian - Tang Xingqiang - Wu Zhiqiang - Xie Zhenye                                                                           |
| Relais 4 × 400 m  | États-Unis- Rai Benjamin - Michael Cherry - Bryce Deadmon - Michael Norman - Trevor Stewart - Randolph Ross - Vernon Norwood                         | Pays-Bas- Terrence Agard - Ramsey Angela - Liemarvin Bonevacia - Tony van Diepen - Jochem Dobber                        | Botswana- Isaac Makwala - Bayapo Ndori - Zibane Ngozi - Baboloki Thebe                                                                   |
| 20 km marche      | Massimo Stano (ITA) | Kōki Ikeda (JPN) | Toshikazu Yamanishi (JPN) |
| 50 km marche      | Dawid Tomala (POL) | Jonathan Hilbert (GER)                                                                                                  | Evan Dunfee (CAN) |
| Saut en hauteur   | Mutaz Essa Barshim (QAT) Gianmarco Tamberi (ITA) | Non attribué | Maksim Nedasekau (BLR) |
| Saut à la perche  | Armand Duplantis (SWE) | Chris Nilsen (USA) | Thiago Braz (BRA) |
| Saut en longueur  | Miltiádis Tedóglou (GRE) | Juan Miguel Echevarría (CUB)                                                                                            | Maykel Massó (CUB) |
| Triple saut       | Pedro Pichardo (POR) | Zhu Yaming (CHN) | Hugues Fabrice Zango (BUR) |
| Lancer du poids   | Ryan Crouser (USA) | Joe Kovacs (USA) | Tomas Walsh (NZL) |
| Lancer du disque  | Daniel Ståhl (SWE) | Simon Pettersson (SWE)                                                                                                  | Lukas Weißhaidinger (AUT) |
| Lancer du marteau | Wojciech Nowicki (POL) | Eivind Henriksen (NOR)                                                                                                  | Paweł Fajdek (POL) |
| Lancer du javelot | Neeraj Chopra (IND) | Jakub Vadlejch (CZE) | Vítězslav Veselý (CZE) |
| Décathlon         | Damian Warner (CAN) | Kevin Mayer (FRA) | Ashley Moloney (AUS) |
| Femmes            | | | |
| 100 m             | Elaine Thompson-Herah (JAM) | Shelly-Ann Fraser-Pryce (JAM)                                                                                           | Shericka Jackson (JAM) |
| 200 m             | Elaine Thompson-Herah (JAM) | Christine Mboma (NAM)                                                                                                   | Gabrielle Thomas (USA) |
| 400 m             | Shaunae Miller-Uibo (BAH) | Marileidy Paulino (DOM)                                                                                                 | Allyson Felix (USA) |
| 800 m             | Athing Mu (USA) | Keely Hodgkinson (GBR)                                                                                                  | Raevyn Rogers (USA) |
| 1 500 m           | Faith Kipyegon (KEN) | Laura Muir (GBR) | Sifan Hassan (NED) |
| 5 000 m           | Sifan Hassan (NED) | Hellen Obiri (KEN) | Gudaf Tsegay (ETH) |
| 10 000 m          | Sifan Hassan (NED) | Kalkidan Gezahegne (BRN)                                                                                                | Letesenbet Gidey (ETH) |
| Marathon          | Peres Jepchirchir (KEN) | Brigid Kosgei (KEN) | Molly Seidel (USA) |
| 100 m haies       | Jasmine Camacho-Quinn (PUR) | Kendra Harrison (USA)                                                                                                   | Megan Tapper (JAM) |
| 400 m haies       | Sydney McLaughlin (USA) | Dalilah Muhammad (USA)                                                                                                  | Femke Bol (NED) |
| 3 000 m steeple   | Peruth Chemutai (UGA) | Courtney Frerichs (USA)                                                                                                 | Hyvin Jepkemoi (KEN) |
| Relais 4 × 100 m  | Jamaïque- Shelly-Ann Fraser-Pryce - Shericka Jackson - Elaine Thompson-Herah - Briana Williams - Natasha Morrison - Remona Burchell                  | États-Unis- Teahna Daniels - Javianne Oliver - Jenna Prandini - Gabrielle Thomas - English Gardner - Aleia Hobbs        | Grande-Bretagne- Dina Asher-Smith - Imani-Lara Lansiquot - Daryll Neita - Asha Philip                                                    |
| Relais 4 × 400 m  | États-Unis- Allyson Felix - Sydney McLaughlin - Athing Mu - Dalilah Muhammad - Kaylin Whitney - Wadeline Jonathas - Kendall Ellis - Lynna Irby       | Pologne- Iga Baumgart-Witan - Małgorzata Hołub-Kowalik - Natalia Kaczmarek - Justyna Święty-Ersetic - Anna Kiełbasińska | Jamaïque- Shericka Jackson - Roneisha McGregor - Candice McLeod - Janieve Russell - Junelle Bromfield - Stacey-Ann Williams              |
| 20 km marche      | Antonella Palmisano (ITA) | Sandra Arenas (COL) | Liu Hong (CHN) |
| Saut en hauteur   | Mariya Lasitskene (ROC) | Nicola McDermott (AUS)                                                                                                  | Yaroslava Mahuchikh (UKR) |
| Saut à la perche  | Katie Nageotte (USA) | Anzhelika Sidorova (ROC)                                                                                                | Holly Bradshaw (GBR) |
| Saut en longueur  | Malaika Mihambo (GER) | Brittney Reese (USA) | Ese Brume (NGR) |
| Triple saut       | Yulimar Rojas (VEN) | Patrícia Mamona (POR)                                                                                                   | Ana Peleteiro (ESP) |
| Lancer du poids   | Gong Lijiao (CHN) | Raven Saunders (USA) | Valerie Adams (NZL) |
| Lancer du disque  | Valarie Allman (USA) | Kristin Pudenz (GER) | Yaimé Pérez (CUB) |
| Lancer du marteau | Anita Włodarczyk (POL) | Wang Zheng (CHN) | Malwina Kopron (POL) |
| Lancer du javelot | Liu Shiying (CHN) | Maria Andrejczyk (POL)                                                                                                  | Kelsey-Lee Barber (AUS) |
| Heptathlon        | Nafissatou Thiam (BEL) | Anouk Vetter (NED) | Emma Oosterwegel (NED) |
| Mixte             | | | |
| Relais 4 × 400 m  | Pologne- Iga Baumgart - Kajetan Duszyński - Małgorzata Hołub-Kowalik - Natalia Kaczmarek - Dariusz Kowaluk - Justyna Święty-Ersetic - Karol Zalewski | République dominicaine- Lidio Andrés Feliz - Anabel Medina - Alexander Ogando - Marileidy Paulino - Luguelín Santos     | États-Unis- Bryce Deadmon - Kendall Ellis - Elija Godwin - Lynna Irby - Taylor Manson - Vernon Norwood - Trevor Stewart - Kaylin Whitney |

## Aviron
| Épreuves                    | Or | Argent | Bronze |
| --------------------------- | --- | --- | --- |
| Hommes                      | | | |
| Skiff                       | Stéfanos Doúskos (GRE) | Kjetil Borch (NOR) | Damir Martin (CRO) |
| Deux de couple              | France- Matthieu Androdias - Hugo Boucheron | Pays-Bas- Stef Broenink - Melvin Twellaar | Chine- Liu Zhiyu - Zhang Liang |
| Deux de couple poids légers | Irlande- Fintan McCarthy - Paul O'Donovan | Allemagne- Jason Osborne - Jonathan Rommelmann | Italie- Stefano Oppo - Pietro Ruta |
| Quatre de couple            | Pays-Bas- Koen Metsemakers - Dirk Uittenbogaard - Abe Wiersma - Tone Wieten                                                                                              | Grande-Bretagne- Tom Barras - Jack Beaumont - Angus Groom - Harry Leask | Australie- Caleb Antill - Jack Cleary - Cameron Girdlestone - Luke Letcher                                                                                              |
| Deux sans barreur           | Croatie- Martin Sinković - Valent Sinković | Roumanie- Marius Cozmiuc - Ciprian Tudosă | Danemark- Joachim Sutton - Frederic Vystavel |
| Quatre sans barreur         | Australie- Jack Hargreaves - Alexander Hill - Alexander Purnell - Spencer Turrin                                                                                         | Roumanie- Ștefan Berariu - Cosmin Pascari - Mugurel Semciuc - Mihăiță Țigănescu                                                                                               | Italie- Matteo Castaldo - Matteo Lodo - Marco Di Costanzo - Giuseppe Vicino - Bruno Rosetti                                                                             |
| Huit                        | Nouvelle-Zélande- Hamish Bond - Sam Bosworth (c) - Michael Brake - Shaun Kirkham - Matt Macdonald - Thomas Mackintosh - Tom Murray - Daniel Williamson - Phillip Wilson  | Allemagne- Laurits Follert - Malte Jakschik - Torben Johannesen - Hannes Ocik - Olaf Roggensack - Martin Sauer (c) - Jakob Schneider - Richard Schmidt - Johannes Weissenfeld | Grande-Bretagne- Josh Bugajski - Jacob Dawson - Charles Elwes - Henry Fieldman (c) - Thomas Ford - Thomas George - James Rudkin - Mohamed Sbihi - Oliver Wynne-Griffith |
| Femmes                      | | | |
| Skiff                       | Emma Twigg (NZL) | Hanna Prakatsen (ROC) | Magdalena Lobnig (AUT) |
| Deux de couple              | Roumanie- Nicoleta-Ancuța Bodnar - Simona Radiș | Nouvelle-Zélande- Brooke Donoghue - Hannah Osborne | Pays-Bas- Roos de Jong - Lisa Scheenaard |
| Deux de couple poids légers | Italie- Federica Cesarini - Valentina Rodini | France- Claire Bové - Laura Tarantola | Pays-Bas- Marieke Keijser - Ilse Paulis |
| Quatre de couple            | Chine- Chen Yunxia - Cui Xiaotong - Lü Yang - Shang Ling | Pologne- Agnieszka Kobus-Zawojska - Maria Sajdak - Marta Wieliczko - Katarzyna Zillmann                                                                                       | Australie- Caitlin Cronin - Harriet Hudson - Rowena Meredith - Ria Thompson                                                                                             |
| Deux sans barreur           | Nouvelle-Zélande- Kerri Gowler - Grace Prendergast | ROC- Elena Oriabinskaïa - Vasilisa Stepanova | Canada- Caileigh Filmer - Hillary Janssens |
| Quatre sans barreur         | Australie- Annabelle McIntyre - Jessica Morrison - Rosemary Popa - Lucy Stephan                                                                                          | Pays-Bas- Ymkje Clevering - Karolien Florijn - Elisabeth Hogerwerf - Veronique Meester                                                                                        | Irlande- Emily Hegarty - Aifric Keogh - Eimear Lambe - Fiona Murtagh |
| Huit                        | Canada- Susanne Grainger - Kasia Gruchalla-Wesierski - Kristen Kit (c) - Madison Mailey - Sydney Payne - Andrea Proske - Lisa Roman - Christine Roper - Avalon Wasteneys | Nouvelle-Zélande- Kelsey Bevan - Emma Dyke - Jackie Gowler - Kerri Gowler - Ella Greenslade - Grace Prendergast - Beth Ross - Caleb Shepherd (c) - Lucy Spoors                | Chine- Guo Linlin - Ju Rui - Li Jingjing - Miao Tian - Wang Yuwei - Wang Zifeng - Xu Fei - Zhang Dechang (c) - Zhang Min                                                |

## Badminton
| Épreuve       | Or                                         | Argent                             | Bronze                                     |
| ------------- | ------------------------------------------ | ---------------------------------- | ------------------------------------------ |
| Simple hommes | Viktor Axelsen (DEN)                       | Chen Long (CHN)                    | Anthony Ginting (INA)                      |
| Simple dames  | Chen Yufei (CHN)                           | Tai Tzu-ying (TPE)                 | Pusarla Venkata Sindhu (IND)               |
| Double hommes | Taipei chinois- Lee Yang - Wang Chi-lin    | Chine- Li Junhui - Liu Yuchen      | Malaisie- Aaron Chia - Soh Wooi Yik        |
| Double dames  | Indonésie- Greysia Polii - Apriyani Rahayu | Chine- Chen Qingchen - Jia Yifan   | Corée du Sud- Kim So-yeong - Kong Hee-yong |
| Double mixte  | Chine- Wang Yilyu - Huang Dongping         | Chine- Zheng Siwei - Huang Yaqiong | Japon- Yuta Watanabe - Arisa Higashino     |

## Baseball
| Épreuves         | Or | Argent | Bronze |
| ---------------- | --- | --- | --- |
| Tournoi masculin | Japon- Kōyō Aoyagi - Hideto Asamura - Sōsuke Genda - Hiromi Itoh - Suguru Iwazaki - Takuya Kai - Ryosuke Kikuchi - Kensuke Kondo - Ryoji Kuribayashi - Ryoya Kurihara - Masato Morishita - Munetaka Murakami - Yūdai Ōno - Hayato Sakamoto - Kodai Senga - Seiya Suzuki - Kaima Taira - Masahiro Tanaka - Ryutaro Umeno - Tetsuto Yamada - Yoshinobu Yamamoto | États-Unis- Nick Allen - Eddy Alvarez - Tyler Austin - Shane Baz - Anthony Carter - Triston Casas - Brandon Dickson - Tim Federowicz - Eric Filia - Todd Frazier - Anthony Gose - Edwin Jackson - Scott Kazmir - Patrick Kivlehan - Mark Kolozsvary - Jack López - Nick Martinez - Scott McGough - David Robertson - Joe Ryan - Ryder Ryan | République dominicaine- Darío Álvarez - Gabriel Arias - Jairo Asencio - Roldani Baldwin - José Bautista - Emilio Bonifacio - Melky Cabrera - Luis Felipe Castillo - Jumbo Díaz - Juan Francisco - Junior García - Jeison Guzmán - Jhan Mariñez - Erick Mejia - Cristopher Mercedes - Johan Mieses - Gustavo Núñez - Yefri Pérez - Denyi Reyes - Julio Rodríguez - Ramón Rosso |

## Basket-ball
| Épreuves         | Or | Argent | Bronze |
| ---------------- | --- | --- | --- |
| À trois          | | | |
| Tournoi masculin | Lettonie- Agnis Čavars - Edgars Krūmiņš - Kārlis Lasmanis - Nauris Miezis | ROC- Ilia Karpenkov - Kirill Pisklov - Stanislav Sharov - Alexander Zuev | Serbie- Dušan Domović Bulut - Dejan Majstorović - Aleksandar Ratkov - Mihailo Vasić |
| Tournoi féminin  | États-Unis- Stefanie Dolson - Allisha Gray - Kelsey Plum - Jackie Young | ROC- Ievguenia Frolkina - Olga Frolkina - Ioulia Kozik - Anastasia Logounova | Chine- Wan Jiyuan - Wang Lili - Yang Shuyu - Zhang Zhiting |
| À cinq           | | | |
| Tournoi masculin | États-Unis- Bam Adebayo - Devin Booker - Kevin Durant - Jerami Grant - Draymond Green - Jrue Holiday - Keldon Johnson - Zach LaVine - Damian Lillard - JaVale McGee - Khris Middleton - Jayson Tatum        | France- Andrew Albicy - Nicolas Batum - Petr Cornelie - Nando de Colo - Moustapha Fall - Evan Fournier - Rudy Gobert - Thomas Heurtel - Timothé Luwawu Cabarrot - Frank Ntilikina - Vincent Poirier - Guerschon Yabusele | Australie- Aron Baynes - Matthew Dellavedova - Dante Exum - Chris Goulding - Josh Green - Joe Ingles - Nick Kay - Jock Landale - Patrick Mills - Duop Reath - Nathan Sobey - Matisse Thybulle                                   |
| Tournoi féminin  | États-Unis- Ariel Atkins - Sue Bird - Tina Charles - Napheesa Collier - Skylar Diggins-Smith - Sylvia Fowles - Chelsea Gray - Brittney Griner - Jewell Loyd - Breanna Stewart - Diana Taurasi - A'ja Wilson | Japon- Himawari Akaho - Saki Hayashi - Rui Machida - Evelyn Mawuli - Saori Miyazaki - Yuki Miyazawa - Naho Miyoshi - Nako Motohashi - Moeko Nagaoka - Monica Okoye - Maki Takada - Nanaka Todo                           | France- Alexia Chartereau - Héléna Ciak - Alix Duchet - Marine Fauthoux - Sandrine Gruda - Marine Johannès - Sarah Michel - Nwal-Endéné Miyem - Iliana Rupert - Diandra Tchatchouang - Valériane Vukosavljević - Gabby Williams |

## Boxe
| Épreuves                         | Or                           | Argent                       | Bronze                        |
| -------------------------------- | ---------------------------- | ---------------------------- | ----------------------------- |
| Hommes                           |                              |                              |                               |
| Poids mouches Moins de 52 kg     | Galal Yafai (GBR)            | Carlo Paalam (PHI)           | Saken Bibossinov (KAZ)        |
| Poids mouches Moins de 52 kg     | Galal Yafai (GBR)            | Carlo Paalam (PHI)           | Ryomei Tanaka (JPN)           |
| Poids plumes Moins de 57 kg      | Albert Batyrgaziev (ROC)     | Duke Ragan (USA)             | Lázaro Álvarez (CUB)          |
| Poids plumes Moins de 57 kg      | Albert Batyrgaziev (ROC)     | Duke Ragan (USA)             | Samuel Takyi (GHA)            |
| Poids légers Moins de 63 kg      | Andy Cruz Gómez (CUB)        | Keyshawn Davis (USA)         | Hovhannes Bachkov ARM)        |
| Poids légers Moins de 63 kg      | Andy Cruz Gómez (CUB)        | Keyshawn Davis (USA)         | Harry Garside (AUS)           |
| Poids welters Moins de 69 kg     | Roniel Iglesias (CUB)        | Pat McCormack (GBR)          | Aidan Walsh (IRL)             |
| Poids welters Moins de 69 kg     | Roniel Iglesias (CUB)        | Pat McCormack (GBR)          | Andrey Zamkovoy (ROC)         |
| Poids moyens Moins de 75 kg      | Hebert Sousa (BRA)           | Oleksandr Khyzhniak (UKR)    | Gleb Bakshi (ROC)             |
| Poids moyens Moins de 75 kg      | Hebert Sousa (BRA)           | Oleksandr Khyzhniak (UKR)    | Eumir Marcial (PHI)           |
| Poids mi-lourds Moins de 81 kg   | Arlen López (CUB)            | Benjamin Whittaker (GBR)     | Loren Alfonso Dominguez (AZE) |
| Poids mi-lourds Moins de 81 kg   | Arlen López (CUB)            | Benjamin Whittaker (GBR)     | Imam Khataev (ROC)            |
| Poids lourds Moins de 91 kg      | Julio César de la Cruz (CUB) | Muslim Gadzhimagomedov (ROC) | David Nyika (NZL)             |
| Poids lourds Moins de 91 kg      | Julio César de la Cruz (CUB) | Muslim Gadzhimagomedov (ROC) | Abner Teixeira (BRA)          |
| Poids super-lourds Plus de 91 kg | Bakhodir Jalolov (UZB)       | Richard Torrez (USA)         | Frazer Clarke (GBR)           |
| Poids super-lourds Plus de 91 kg | Bakhodir Jalolov (UZB)       | Richard Torrez (USA)         | Kamshybek Kunkabayev (KAZ)    |
| Femmes                           |                              |                              |                               |
| Poids mouches Moins de 51 kg     | Stoyka Krasteva (BUL)        | Buse Çakıroğlu (TUR)         | Huang Hsiao-wen (TPE)         |
| Poids mouches Moins de 51 kg     | Stoyka Krasteva (BUL)        | Buse Çakıroğlu (TUR)         | Tsukimi Namiki (JPN)          |
| Poids plumes Moins de 57 kg      | Sena Irie (JPN)              | Nesthy Petecio (PHI)         | Karriss Artingstall (GBR)     |
| Poids plumes Moins de 57 kg      | Sena Irie (JPN)              | Nesthy Petecio (PHI)         | Irma Testa (ITA)              |
| Poids légers Moins de 60 kg      | Kellie Harrington (IRL)      | Beatriz Ferreira (BRA)       | Mira Potkonen (FIN)           |
| Poids légers Moins de 60 kg      | Kellie Harrington (IRL)      | Beatriz Ferreira (BRA)       | Sudaporn Seesondee (THA)      |
| Poids welters Moins de 69 kg     | Busenaz Sürmeneli (TUR)      | Gu Hong (CHN)                | Lovlina Borgohain (IND)       |
| Poids welters Moins de 69 kg     | Busenaz Sürmeneli (TUR)      | Gu Hong (CHN)                | Oshae Jones (USA)             |
| Poids moyens Moins de 75 kg      | Lauren Price (GBR)           | Li Qian (CHN)                | Nouchka Fontijn (NED)         |
| Poids moyens Moins de 75 kg      | Lauren Price (GBR)           | Li Qian (CHN)                | Zemfira Magomedalieva (ROC)   |

## Canoë-kayak

### Course en ligne
| Épreuves   | Or                                                                    | Argent                                                                                | Bronze                                                                         |
| ---------- | --------------------------------------------------------------------- | ------------------------------------------------------------------------------------- | ------------------------------------------------------------------------------ |
| Hommes     |                                                                       |                                                                                       |                                                                                |
| C1 1 000 m | Isaquias Queiroz (BRA)                                                | Liu Hao (CHN)                                                                         | Serghei Tarnovschi (MDA)                                                       |
| C2 1 000 m | Cuba- Fernando Jorge - Serguey Torres                                 | Chine- Liu Hao - Zheng Pengfei                                                        | Allemagne- Sebastian Brendel - Tim Hecker                                      |
| K1 200 m   | Sándor Tótka (HUN)                                                    | Manfredi Rizza (ITA)                                                                  | Liam Heath (GBR)                                                               |
| K1 1 000 m | Bálint Kopasz (HUN)                                                   | Ádám Varga (HUN)                                                                      | Fernando Pimenta (POR)                                                         |
| K2 1 000 m | Australie- Thomas Green - Jean van der Westhuyzen                     | Allemagne- Max Hoff - Jacob Schopf                                                    | République tchèque- Josef Dostál - Radek Šlouf                                 |
| K4 500 m   | Allemagne- Max Lemke - Tom Liebscher - Ronald Rauhe - Max Rendschmidt | Espagne- Carlos Arévalo - Saúl Craviotto - Rodrigo Germade - Marcus Walz              | Slovaquie- Samuel Baláž - Adam Botek - Denis Myšák - Erik Vlček                |
| Femmes     |                                                                       |                                                                                       |                                                                                |
| C1 200 m   | Nevin Harrison (USA)                                                  | Laurence Vincent-Lapointe (CAN)                                                       | Liudmyla Luzan (UKR)                                                           |
| C2 500 m   | Chine- Sun Mengya - Xu Shixiao                                        | Ukraine- Anastasiia Chetverikova - Liudmyla Luzan                                     | Canada- Katie Vincent - Laurence Vincent-Lapointe                              |
| K1 200 m   | Lisa Carrington (NZL)                                                 | María Teresa Portela (ESP)                                                            | Emma Jørgensen (DEN)                                                           |
| K1 500 m   | Lisa Carrington (NZL)                                                 | Tamara Csipes (HUN)                                                                   | Emma Jørgensen (DEN)                                                           |
| K2 500 m   | Nouvelle-Zélande- Lisa Carrington - Caitlin Regal                     | Pologne- Karolina Naja - Anna Puławska                                                | Hongrie- Dóra Bodonyi - Danuta Kozák                                           |
| K4 500 m   | Hongrie- Dóra Bodonyi - Tamara Csipes - Anna Kárász - Danuta Kozák    | Biélorussie- Volha Khudzenka - Maryna Litvinchuk - Marharyta Makhneva - Nadzeya Papok | Pologne- Justyna Iskrzycka - Karolina Naja - Anna Puławska - Helena Wiśniewska |

### Slalom
| Épreuves | Or                    | Argent                  | Bronze                 |
| -------- | --------------------- | ----------------------- | ---------------------- |
| Hommes   |                       |                         |                        |
| C1       | Benjamin Savšek (SLO) | Lukáš Rohan (CZE)       | Sideris Tasiadis (GER) |
| K1       | Jiří Prskavec (CZE)   | Jakub Grigar (SVK)      | Hannes Aigner (GER)    |
| Femmes   |                       |                         |                        |
| C1       | Jessica Fox (AUS)     | Mallory Franklin (GBR)  | Andrea Herzog (GER)    |
| K1       | Ricarda Funk (GER)    | Maialen Chourraut (ESP) | Jessica Fox (AUS)      |

## Cyclisme

### BMX
| Épreuves  | Or                          | Argent               | Bronze                |
| --------- | --------------------------- | -------------------- | --------------------- |
| Hommes    |                             |                      |                       |
| Freestyle | Logan Martin (AUS)          | Daniel Dhers (VEN)   | Declan Brooks (GBR)   |
| Racing    | Niek Kimmann (NED)          | Kye Whyte (GBR)      | Carlos Ramírez (COL)  |
| Femmes    |                             |                      |                       |
| Freestyle | Charlotte Worthington (GBR) | Hannah Roberts (USA) | Nikita Ducarroz (SUI) |
| Racing    | Beth Shriever (GBR)         | Mariana Pajón (COL)  | Merel Smulders (NED)  |

### Piste
| Épreuves              | Or                                                                         | Argent                                                                                     | Bronze                                                                                   |
| --------------------- | -------------------------------------------------------------------------- | ------------------------------------------------------------------------------------------ | ---------------------------------------------------------------------------------------- |
| Hommes                |                                                                            |                                                                                            |                                                                                          |
| Américaine            | Danemark- Lasse Norman Hansen - Michael Mørkøv                             | Grande-Bretagne- Ethan Hayter - Matthew Walls                                              | France- Donavan Grondin - Benjamin Thomas                                                |
| Keirin                | Jason Kenny (GBR)                                                          | Azizulhasni Awang (MAS)                                                                    | Harrie Lavreysen (NED)                                                                   |
| Omnium                | Matthew Walls (GBR)                                                        | Campbell Stewart (NZL)                                                                     | Elia Viviani (ITA)                                                                       |
| Poursuite par équipes | Italie- Simone Consonni - Filippo Ganna - Francesco Lamon - Jonathan Milan | Danemark- Lasse Norman Hansen - Niklas Larsen - Frederik Madsen - Rasmus Pedersen          | Australie- Leigh Howard - Kelland O'Brien - Alexander Porter - Luke Plapp - Sam Welsford |
| Vitesse individuelle  | Harrie Lavreysen (NED)                                                     | Jeffrey Hoogland (NED)                                                                     | Jack Carlin (GBR)                                                                        |
| Vitesse par équipes   | Pays-Bas- Jeffrey Hoogland - Harrie Lavreysen - Roy van den Berg           | Grande-Bretagne- Jack Carlin - Jason Kenny - Ryan Owens                                    | France- Florian Grengbo - Rayan Helal - Sébastien Vigier                                 |
| Femmes                |                                                                            |                                                                                            |                                                                                          |
| Américaine            | Grande-Bretagne- Katie Archibald - Laura Kenny                             | Danemark- Amalie Dideriksen - Julie Norman Leth                                            | ROC- Gulnaz Khatuntseva - Maria Novolodskaya                                             |
| Keirin                | Shanne Braspennincx (NED)                                                  | Ellesse Andrews (NZL)                                                                      | Lauriane Genest (CAN)                                                                    |
| Omnium                | Jennifer Valente (USA)                                                     | Yumi Kajihara (JPN)                                                                        | Kirsten Wild (NED)                                                                       |
| Poursuite par équipes | Allemagne- Franziska Brauße - Lisa Brennauer - Lisa Klein - Mieke Kröger   | Grande-Bretagne- Katie Archibald - Elinor Barker - Neah Evans - Laura Kenny - Josie Knight | États-Unis- Chloé Dygert - Megan Jastrab - Jennifer Valente - Emma White - Lily Williams |
| Vitesse individuelle  | Kelsey Mitchell (CAN)                                                      | Olena Starikova (UKR)                                                                      | Lee Wai-sze (HKG)                                                                        |
| Vitesse par équipes   | Chine- Bao Shanju - Zhong Tianshi                                          | Allemagne- Lea Sophie Friedrich - Emma Hinze                                               | ROC- Daria Shmeleva - Anastasiia Voinova                                                 |

### Route
| Épreuves         | Or                         | Argent                     | Bronze                     |
| ---------------- | -------------------------- | -------------------------- | -------------------------- |
| Hommes           |                            |                            |                            |
| Course en ligne  | Richard Carapaz (ECU)      | Wout van Aert (BEL)        | Tadej Pogačar (SLO)        |
| Contre-la-montre | Primož Roglič (SLO)        | Tom Dumoulin (NED)         | Rohan Dennis (AUS)         |
| Femmes           |                            |                            |                            |
| Course en ligne  | Anna Kiesenhofer (AUT)     | Annemiek van Vleuten (NED) | Elisa Longo Borghini (ITA) |
| Contre-la-montre | Annemiek van Vleuten (NED) | Marlen Reusser (SUI)       | Anna van der Breggen (NED) |

### VTT
| Épreuves | Or                 | Argent                  | Bronze                |
| -------- | ------------------ | ----------------------- | --------------------- |
| Hommes   | Tom Pidcock (GBR)  | Mathias Flückiger (SUI) | David Valero (ESP)    |
| Femmes   | Jolanda Neff (SUI) | Sina Frei (SUI)         | Linda Indergand (SUI) |

## Équitation
| Épreuves                     | Or | Argent | Bronze |
| ---------------------------- | --- | --- | --- |
| Concours complet individuel  | Julia Krajewski (GER) sur Amande de B'Neville                                                                              | Tom McEwen (GBR) sur Toledo de Kerser                                                                                   | Oliver Townend(GBR) sur Vassily de Lassos                                                                            |
| Concours complet par équipes | Grande-Bretagne- Laura Collett sur London 52 - Tom McEwen sur Toledo de Kerser - Oliver Townend sur Ballaghmore Class      | Australie- Andrew Hoy sur Vassily de Lassos - Kevin McNab sur Don Quidam - Shane Rose sur Virgil                        | France- Karim Laghouag sur Triton Fontaine - Christopher Six sur Totem de Brecey - Nicolas Touzaint sur Absolut Gold |
| Dressage individuel          | Jessica von Bredow-Werndl (GER) sur TSF Dalera                                                                             | Dorothee Schneider (GER) sur Showtime FRH                                                                               | Charlotte Dujardin (GBR) sur Gio                                                                                     |
| Dressage par équipes         | Allemagne- Jessica von Bredow-Werndl sur TSF Dalera - Dorothee Schneider sur Showtime FRH - Isabell Werth sur Bella Rose 2 | États-Unis- Adrienne Lyle sur Salvino - Steffen Peters sur Suppenkasper - Sabine Schut-Kery sur Sanceo                  | Grande-Bretagne- Charlotte Dujardin sur Gio - Charlotte Fry sur Everdale - Carl Hester sur En Vogue                  |
| Saut d'obstacles individuel  | Ben Maher (GBR) sur Explosion W                                                                                            | Peder Fredricson (SWE) sur All In                                                                                       | Maikel Van der Vleuten (NED) sur Beauville Z                                                                         |
| Saut d'obstacles par équipes | Suède- Malin Baryard-Johnsson sur Indiana - Peder Fredricson sur All In - Henrik von Eckermann sur King Edward             | États-Unis- Laura Kraut sur Baloutinue - Jessica Springsteen sur Don Juan van de Donkhoeve - McLain Ward sur Contagious | Belgique- Pieter Devos sur Claire Z - Jérôme Guéry sur Quel homme de Hus - Grégory Wathelet sur Nevados S            |

## Escalade
| Épreuves | Or                        | Argent                  | Bronze               |
| -------- | ------------------------- | ----------------------- | -------------------- |
| Hommes   | Alberto Ginés López (ESP) | Nathaniel Coleman (USA) | Jakob Schubert (AUT) |
| Femmes   | Janja Garnbret (SLO)      | Miho Nonaka (JPN)       | Akiyo Noguchi (JPN)  |

## Escrime
| Épreuves            | Or                                                                                    | Argent                                                                       | Bronze                                                                         |
| ------------------- | ------------------------------------------------------------------------------------- | ---------------------------------------------------------------------------- | ------------------------------------------------------------------------------ |
| Hommes              |                                                                                       |                                                                              |                                                                                |
| Épée individuelle   | Romain Cannone (FRA)                                                                  | Gergely Siklósi (HUN)                                                        | Ihor Reizlin (UKR)                                                             |
| Épée par équipes    | Japon- Kōki Kanō - Satoru Uyama - Kazuyasu Minobe - Masaru Yamada                     | ROC- Sergey Bida - Nikita Glazkov - Sergey Khodos - Pavel Sukhov             | Corée du Sud- Kweon Young-jun - Ma Se-geon - Park Sang-young - Song Jae-ho     |
| Fleuret individuel  | Cheung Ka Long (HKG)                                                                  | Daniele Garozzo (ITA)                                                        | Alexander Choupenitch (CZE)                                                    |
| Fleuret par équipes | France- Enzo Lefort - Erwann Le Péchoux - Julien Mertine - Maxime Pauty               | ROC- Anton Borodachev - Kirill Borodachev - Vladislav Mylnikov - Timur Safin | États-Unis- Race Imboden - Nick Itkin - Alexander Massialas - Gerek Meinhardt  |
| Sabre individuel    | Áron Szilágyi (HUN)                                                                   | Luigi Samele (ITA)                                                           | Kim Jung-hwan (KOR)                                                            |
| Sabre par équipes   | Corée du Sud- Gu Bon-gil - Kim Jung-hwan - Kim Jun-ho - Oh Sang-uk                    | Italie- Enrico Berrè - Luca Curatoli - Aldo Montano - Luigi Samele           | Hongrie- Tamás Decsi - Csanád Gémesi - András Szatmári - Áron Szilágyi         |
| Femmes              |                                                                                       |                                                                              |                                                                                |
| Épée individuelle   | Sun Yiwen (CHN)                                                                       | Ana Maria Popescu (ROU)                                                      | Katrina Lehis (EST)                                                            |
| Épée par équipes    | Estonie- Julia Beljajeva - Irina Embrich - Erika Kirpu - Katrina Lehis                | Corée du Sud- Choi In-jeong - Kang Young-mi - Lee Hye-in - Song Se-ra        | Italie- Rossella Fiamingo - Federica Isola - Mara Navarria - Alberta Santuccio |
| Fleuret individuel  | Lee Kiefer (USA)                                                                      | Inna Deriglazova (ROC)                                                       | Larisa Korobeynikova (ROC)                                                     |
| Fleuret par équipes | ROC- Inna Deriglazova - Larisa Korobeynikova - Marta Martyanova - Adelina Zagidullina | France- Anita Blaze - Astrid Guyart - Pauline Ranvier - Ysaora Thibus        | Italie- Martina Batini - Erica Cipressa - Arianna Errigo - Alice Volpi         |
| Sabre individuel    | Sofia Pozdniakova (ROC)                                                               | Sofia Velikaïa (ROC)                                                         | Manon Brunet (FRA)                                                             |
| Sabre par équipes   | ROC- Svetlana Sheveleva - Olga Nikitina - Sofia Pozdniakova - Sofia Velikaïa          | France- Sara Balzer - Cécilia Berder - Manon Brunet - Charlotte Lembach      | Corée du Sud- Choi Soo-yeon - Kim Ji-yeon - Seo Ji-yeon - Yoon Ji-su           |

## Football
| Épreuves         | Or | Argent | Bronze |
| ---------------- | --- | --- | --- |
| Tournoi masculin | Brésil- Abner - Dani Alves - Antony - Guilherme Arana - Brenno - Diego Carlos - Claudinho - Matheus Cunha - Bruno Fuchs - Ricardo Graça - Bruno Guimarães - Matheus Henrique - Lucão - Douglas Luiz - Malcom - Gabriel Martinelli - Gabriel Menino - Nino - Paulinho - Reinier - Richarlison                                                                     | Espagne- Marco Asensio - Dani Ceballos - Marc Cucurella - Álvaro Fernández - Eric García - Bryan Gil - Óscar Gil - Mikel Merino - Óscar Mingueza - Rafa Mir - Juan Miranda - Jon Moncayola - Dani Olmo - Mikel Oyarzabal - Pedri - Javi Puado - Unai Simón - Carlos Soler - Pau Torres - Jesús Vallejo - Iván Villar                                                              | Mexique- Eduardo Aguirre - Érick Aguirre - Roberto Alvarado - Jesús Angulo - Ricardo Angulo - Uriel Antuna - Fernando Beltrán - Sebastián Córdova - José Esquivel - Sebastián Jurado - Diego Lainez - Vladimir Loroña - Luis Malagón - Henry Martín - César Montes - Adrián Mora - Guillermo Ochoa - Carlos Rodríguez - Luis Romo - Jorge Sánchez - Johan Vásquez |
| Tournoi féminin  | Canada- Janine Beckie - Kadeisha Buchanan - Gabrielle Carle - Allysha Chapman - Jessie Fleming - Vanessa Gilles - Julia Grosso - Jordyn Huitema - Stephanie Labbé - Ashley Lawrence - Adriana Leon - Erin McLeod - Nichelle Prince - Quinn - Jayde Riviere - Deanne Rose - Sophie Schmidt - Desiree Scott - Kailen Sheridan - Christine Sinclair - Évelyne Viens | Suède- Jonna Andersson - Filippa Angeldahl - Anna Anvegård - Kosovare Asllani - Hanna Bennison - Nathalie Björn - Stina Blackstenius - Rebecka Blomqvist - Magdalena Eriksson - Jennifer Falk - Hanna Glas - Lina Hurtig - Amanda Ilestedt - Sofia Jakobsson - Madelen Janogy - Emma Kullberg - Hedvig Lindahl - Zećira Mušović - Julia Roddar - Fridolina Rolfö - Olivia Schough | États-Unis- Jane Campbell - Abby Dahlkemper - Tierna Davidson - Crystal Dunn - Adrianna Franch - Julie Ertz - Tobin Heath - Lindsey Horan - Casey Krueger - Rose Lavelle - Carli Lloyd - Kristie Mewis - Sam Mewis - Catarina Macario - Alex Morgan - Alyssa Naeher - Kelley O'Hara - Christen Press - Megan Rapinoe - Becky Sauerbrunn - Emily Sonnett           |

## Golf
| Épreuves | Or                      | Argent               | Bronze                |
| -------- | ----------------------- | -------------------- | --------------------- |
| Hommes   | Xander Schauffele (USA) | Rory Sabbatini (SVK) | Pan Cheng-tsung (TPE) |
| Femmes   | Nelly Korda (USA)       | Mone Inami (JPN)     | Lydia Ko (NZL)        |

## Gymnastique

### Artistique
| Épreuves                    | Or                                                                                  | Argent                                                                   | Bronze                                                                                 |
| --------------------------- | ----------------------------------------------------------------------------------- | ------------------------------------------------------------------------ | -------------------------------------------------------------------------------------- |
| Hommes                      |                                                                                     |                                                                          |                                                                                        |
| Concours par équipes        | ROC- Denis Ablyazin - David Belyavskiy - Artur Dalaloyan - Nikita Nagornyy          | Japon- Daiki Hashimoto - Kazuma Kaya - Takeru Kitazono - Wataru Tanigawa | Chine- Lin Chaopan - Sun Wei - Xiao Ruoteng - Zou Jingyuan                             |
| Concours général individuel | Daiki Hashimoto (JPN)                                                               | Xiao Ruoteng (CHN)                                                       | Nikita Nagornyy (ROC)                                                                  |
| Sol                         | Artem Dolgopyat (ISR)                                                               | Rayderley Zapata (ESP)                                                   | Xiao Ruoteng (CHN)                                                                     |
| Cheval d'arçon              | Max Whitlock (GBR)                                                                  | Lee Chih-kai (TPE)                                                       | Kazuma Kaya (JPN)                                                                      |
| Anneaux                     | Liu Yang (CHN)                                                                      | You Hao (CHN)                                                            | Elefthérios Petroúnias (GRE)                                                           |
| Saut de cheval              | Shin Jea-hwan (KOR)                                                                 | Denis Ablyazin (ROC)                                                     | Artur Davtyan (ARM)                                                                    |
| Barres parallèles           | Zou Jingyuan (CHN)                                                                  | Lukas Dauser (GER)                                                       | Ferhat Arıcan (TUR)                                                                    |
| Barre fixe                  | Daiki Hashimoto (JPN)                                                               | Tin Srbić (CRO)                                                          | Nikita Nagornyy (ROC)                                                                  |
| Femmes                      |                                                                                     |                                                                          |                                                                                        |
| Concours par équipes        | ROC- Lilia Akhaimova - Viktoria Listunova - Angelina Melnikova - Vladislava Urazova | États-Unis- Simone Biles - Jordan Chiles - Sunisa Lee - Grace McCallum   | Grande-Bretagne- Jennifer Gadirova - Jessica Gadirova - Alice Kinsella - Amelie Morgan |
| Concours général individuel | Sunisa Lee (USA)                                                                    | Rebeca Andrade (BRA)                                                     | Angelina Melnikova (ROC)                                                               |
| Saut de cheval              | Rebeca Andrade (BRA)                                                                | MyKayla Skinner (USA)                                                    | Yeo Seo-jeong (KOR)                                                                    |
| Barres asymétriques         | Nina Derwael (BEL)                                                                  | Anastasiia Iliankova (ROC)                                               | Sunisa Lee (USA)                                                                       |
| Poutre                      | Guan Chenchen (CHN)                                                                 | Tang Xijing (CHN)                                                        | Simone Biles (USA)                                                                     |
| Sol                         | Jade Carey (USA)                                                                    | Vanessa Ferrari (ITA)                                                    | Angelina Melnikova (ROC) Mai Murakami (JPN)                                            |

### Rythmique
| Épreuves    | Or                                                                                                | Argent | Bronze                                                                                                 |
| ----------- | ------------------------------------------------------------------------------------------------- | --- | --- |
| Individuel  | Linoy Ashram (ISR)                                                                                | Dina Averina (ROC)                                                                                          | Alina Harnasko (BLR)                                                                                   |
| Par équipes | Bulgarie- Simona Dyankova - Stefani Kiryakova - Madlen Radukanova - Laura Traets - Erika Zafirova | ROC- Anastasia Bliznyuk - Anastasiia Maksimova - Angelina Shkatova - Anastasiia Tatareva - Alisa Tishchenko | Italie- Martina Centofanti - Agnese Duranti - Alessia Maurelli - Daniela Mogurean - Martina Santandrea |

### Trampoline
| Épreuves | Or                     | Argent             | Bronze              |
| -------- | ---------------------- | ------------------ | ------------------- |
| Hommes   | Ivan Litvinovich (BLR) | Dong Dong (CHN)    | Dylan Schmidt (NZL) |
| Femmes   | Zhu Xueying (CHN)      | Liu Lingling (CHN) | Bryony Page (GBR)   |

## Haltérophilie
| Épreuves        | Or                     | Argent                      | Bronze                      |
| --------------- | ---------------------- | --------------------------- | --------------------------- |
| Hommes          |                        |                             |                             |
| Moins de 61 kg  | Li Fabin (CHN)         | Eko Yuli Irawan (INA)       | Igor Son (KAZ)              |
| Moins de 67 kg  | Chen Lijun (CHN)       | Luis Javier Mosquera (COL)  | Mirko Zanni (ITA)           |
| Moins de 73 kg  | Shi Zhiyong (CHN)      | Julio Mayora (VEN)          | Rahmat Erwin Abdullah (INA) |
| Moins de 81 kg  | Lu Xiaojun (CHN)       | Zacarías Bonnat (DOM)       | Antonino Pizzolato (ITA)    |
| Moins de 96 kg  | Fares Ibrahim (QAT)    | Keydomar Vallenilla (VEN)   | Anton Pliesnoi (GEO)        |
| Moins de 109 kg | Akbar Djuraev (UZB)    | Simon Martirosyan (ARM)     | Artūrs Plēsnieks (LAT)      |
| Plus de 109 kg  | Lasha Talakhadze (GEO) | Ali Davoudi (IRI)           | Man Asaad (SYR)             |
| Femmes          |                        |                             |                             |
| Moins de 49 kg  | Hou Zhihui (CHN)       | Saikhom Mirabai Chanu (IND) | Windy Cantika Aisah (INA)   |
| Moins de 55 kg  | Hidilyn Diaz (PHI)     | Liao Qiuyun (CHN)           | Zulfiya Chinshanlo (KAZ)    |
| Moins de 59 kg  | Kuo Hsing-chun (TPE)   | Polina Guryeva (TKM)        | Mikiko Ando (JPN)           |
| Moins de 64 kg  | Maude Charron (CAN)    | Giorgia Bordignon (ITA)     | Chen Wen-huei (TPE)         |
| Moins de 76 kg  | Neisi Dajomes (ECU)    | Katherine Nye (USA)         | Aremi Fuentes Zavala (MEX)  |
| Moins de 87 kg  | Wang Zhouyu (CHN)      | Tamara Salazar (ECU)        | Crismery Santana (DOM)      |
| Plus de 87 kg   | Li Wenwen (CHN)        | Emily Campbell (GBR)        | Sarah Robles (USA)          |

## Handball
| Épreuves         | Or | Argent | Bronze |
| ---------------- | --- | --- | --- |
| Tournoi masculin | France- Luc Abalo - Hugo Descat - Ludovic Fabregas - Yann Genty - Vincent Gérard - Michaël Guigou - Luka Karabatic - Nikola Karabatic - Romain Lagarde - Kentin Mahé - Dika Mem - Timothey N'Guessan - Valentin Porte - Nedim Remili - Melvyn Richardson - Nicolas Tournat                                          | Danemark- Lasse Andersson - Mathias Gidsel - Jóhan Hansen - Mikkel Hansen - Jacob Holm - Emil Jakobsen - Niklas Landin Jacobsen - Magnus Landin Jacobsen - Mads Mensah Larsen - Kevin Møller - Henrik Møllgaard - Morten Olsen - Magnus Saugstrup - Lasse Svan - Henrik Toft Hansen                | Espagne- Julen Aguinagalde - Rodrigo Corrales - Alex Dujshebaev - Raúl Entrerríos - Ángel Fernández - Adrià Figueras - Antonio García Robledo - Aleix Gómez - Gedeón Guardiola - Eduardo Gurbindo - Jorge Maqueda - Viran Morros - Gonzalo Pérez de Vargas - Miguel Sánchez-Migallón - Daniel Sarmiento - Ferrán Solé |
| Tournoi féminin  | France- Méline Nocandy - Blandine Dancette - Pauline Coatanea - Chloé Valentini - Allison Pineau - Coralie Lassource - Grâce Zaadi - Amandine Leynaud - Kalidiatou Niakaté - Cléopâtre Darleux - Océane Sercien-Ugolin - Laura Flippes - Béatrice Edwige - Pauletta Foppa - Estelle Nze Minko - Alexandra Lacrabère | ROC- Anna Sedoïkina - Victoria Kalinina - Polina Kouznetsova - Polina Gorchkova - Olga Fomina - Ioulia Managarova - Polina Vedekhina - Anna Sen - Vladlena Bobrovnikova - Elena Mikhaïlitchenko - Anna Viakhireva - Antonina Skorobogatchenko - Daria Dmitrieva - Ekaterina Ilina - Ksenia Makeeva | Norvège- Silje Solberg - Katrine Lunde - Camilla Herrem - Sanna Solberg - Marit Røsberg Jacobsen - Veronica Kristiansen - Kristine Breistøl - Stine Skogrand - Nora Mørk - Henny Reistad - Stine Bredal Oftedal - Marta Tomac - Marit Malm Frafjord - Kari Brattset - Vilde Johansen                                  |

## Hockey sur gazon
| Épreuves         | Or | Argent | Bronze |
| ---------------- | --- | --- | --- |
| Tournoi masculin | Belgique- Arthur Van Doren - John-John Dohmen - Florent Van Aubel - Sébastien Dockier - Cédric Charlier - Gauthier Boccard - Nicolas de Kerpel - Augustin Meurmans - Alexander Hendrickx - Thomas Briels - Félix Denayer - Vincent Vanasch - Simon Gougnard - Arthur de Sloover - Antoine Kina - Loick Luypaert - Victor Wegnez - Tom Boon | Australie- Lachlan Sharp - Tom Craig - Tom Wickham - Matt Dawson - Joshua Beltz - Eddie Ockenden - Jake Whetton - Blake Govers - Dylan Martin - Joshua Simmonds - Tim Howard - Aran Zalewski - Flynn Ogilvie - Daniel Beale - Trent Mitton - Tim Brand - Andrew Charter - Jeremy Hayward                                                                   | Inde- Dilpreet Singh - Rupinder Singh - Surender Kumar - Manpreet Singh - Hardik Singh - Gurjant Singh - Simranjeet Singh - Mandeep Singh - Harmanpreet Singh - Lalit Upadhyay - Sreejesh Parattu - Sumit Walmiki - Nilakanta Sharma - Shamsher Singh - Varun Kumar - Birendra Lakra - Amit Rohidas - Vivek Prasad  |
| Tournoi féminin  | Pays-Bas- Sanne Koolen - Freeke Moes - Malou Pheninckx - Laurien Leurink - Xan de Waard - Marloes Keetels - Felice Albers - Maria Verschoor - Lidewij Welten - Caia van Maasakker - Frédérique Matla - Pien Sanders - Laura Nunnink - Lauren Stam - Josine Koning - Margot van Geffen - Eva de Goede - Stella van Gils                     | Argentine- Belén Succi - Sofía Toccalino - Agustina Gorzelany - Valentina Raposo - Agostina Alonso - Agustina Albertarrio - María Granatto - Delfina Merino - Rocío Sánchez Moccia - Victoria Sauze - Victoria Granatto - Eugenia Trinchinetti - Micaela Retegui - María Forcherio - Sofía Maccari - Noel Barrionuevo - Julieta Jankunas - Valentina Costa | Grande-Bretagne- Maddie Hinch - Laura Unsworth - Sarah Evans - Anna Toman - Hannah Martin - Sarah Jones - Susannah Townsend - Sarah Robertson - Elena Rayer - Isabelle Petter - Leah Wilkinson - Giselle Ansley - Hollie Pearne-Webb - Fiona Crackles - Shona McCallin - Lily Owsley - Grace Balsdon - Amy Costello |

## Judo
| Épreuves        | Or | Argent | Bronze |
| --------------- | --- | --- | --- |
| Hommes          | | | |
| Moins de 60 kg  | Naohisa Takatō (JPN) | Yang Yung-wei (TPE) | Yeldos Smetov (KAZ) |
| Moins de 60 kg  | Naohisa Takatō (JPN) | Yang Yung-wei (TPE) | Luka Mkheidze (FRA) |
| Moins de 66 kg  | Hifumi Abe (JPN) | Vazha Margvelashvili (GEO) | An Baul (KOR) |
| Moins de 66 kg  | Hifumi Abe (JPN) | Vazha Margvelashvili (GEO) | Daniel Cargnin (BRA) |
| Moins de 73 kg  | Shohei Ōno (JPN) | Lasha Shavdatuashvili (GEO) | An Chang-rim (KOR) |
| Moins de 73 kg  | Shohei Ōno (JPN) | Lasha Shavdatuashvili (GEO) | Tsend-Ochiryn Tsogtbaatar (MGL) |
| Moins de 81 kg  | Takanori Nagase (JPN) | Saeid Mollaei (MGL) | Shamil Borchashvili (AUT) |
| Moins de 81 kg  | Takanori Nagase (JPN) | Saeid Mollaei (MGL) | Matthias Casse (BEL) |
| Moins de 90 kg  | Lasha Bekauri (GEO) | Eduard Trippel (GER) | Davlat Bobonov (UZB) |
| Moins de 90 kg  | Lasha Bekauri (GEO) | Eduard Trippel (GER) | Krisztián Tóth (HUN) |
| Moins de 100 kg | Aaron Wolf (JPN) | Cho Gu-ham (KOR) | Jorge Fonseca (POR) |
| Moins de 100 kg | Aaron Wolf (JPN) | Cho Gu-ham (KOR) | Niyaz Ilyasov (ROC) |
| Plus de 100 kg  | Lukáš Krpálek (CZE) | Guram Tushishvili (GEO) | Teddy Riner (FRA) |
| Plus de 100 kg  | Lukáš Krpálek (CZE) | Guram Tushishvili (GEO) | Tamerlan Bashaev (ROC) |
| Femmes          | | | |
| Moins de 48 kg  | Distria Krasniqi (KOS) | Funa Tonaki (JPN) | Darya Bilodid (UKR) |
| Moins de 48 kg  | Distria Krasniqi (KOS) | Funa Tonaki (JPN) | Urantsetseg Munkhbat (MGL) |
| Moins de 52 kg  | Uta Abe (JPN) | Amandine Buchard (FRA) | Odette Giuffrida (ITA) |
| Moins de 52 kg  | Uta Abe (JPN) | Amandine Buchard (FRA) | Chelsie Giles (GBR) |
| Moins de 57 kg  | Nora Gjakova (KOS) | Sarah-Léonie Cysique (FRA) | Jessica Klimkait (CAN) |
| Moins de 57 kg  | Nora Gjakova (KOS) | Sarah-Léonie Cysique (FRA) | Tsukasa Yoshida (JPN) |
| Moins de 63 kg  | Clarisse Agbegnenou (FRA) | Tina Trstenjak (SLO) | Catherine Beauchemin-Pinard (CAN) |
| Moins de 63 kg  | Clarisse Agbegnenou (FRA) | Tina Trstenjak (SLO) | Maria Centracchio (ITA) |
| Moins de 70 kg  | Chizuru Arai (JPN) | Michaela Polleres (AUT) | Madina Taimazova (ROC) |
| Moins de 70 kg  | Chizuru Arai (JPN) | Michaela Polleres (AUT) | Sanne van Dijke (NED) |
| Moins de 78 kg  | Shori Hamada (JPN) | Madeleine Malonga (FRA) | Mayra Aguiar (BRA) |
| Moins de 78 kg  | Shori Hamada (JPN) | Madeleine Malonga (FRA) | Anna-Maria Wagner (GER) |
| Plus de 78 kg   | Akira Sone (JPN) | Idalys Ortíz (CUB) | Iryna Kindzerska (AZE) |
| Plus de 78 kg   | Akira Sone (JPN) | Idalys Ortíz (CUB) | Romane Dicko (FRA) |
| Mixte           | | | |
| Par équipes     | France- Clarisse Agbegnenou - Axel Clerget - Romane Dicko - Teddy Riner - Sarah-Léonie Cysique - Guillaume Chaine Margaux Pinot Amandine Buchard - Alexandre Iddir - Kilian Le Blouch - Madeleine Malonga | Japon- Chizuru Arai - Shoichiro Mukai - Akira Sone - Aaron Wolf - Tsukasa Yoshida - Shohei Ōno - Uta Abe - Hifumi Abe - Shori Hamada - Hisayoshi Harasawa - Takanori Nagase - Miku Tashiro | Allemagne- Giovanna Scoccimarro - Dominic Ressel - Anna-Maria Wagner - Karl-Richard Frey - Theresa Stoll - Sebastian Seidl - Johannes Frey - Jasmin Grabowski - Martyna Trajdos - Eduard Trippel - Igor Wandtke - Katharina Menz |
| Par équipes     | France- Clarisse Agbegnenou - Axel Clerget - Romane Dicko - Teddy Riner - Sarah-Léonie Cysique - Guillaume Chaine Margaux Pinot Amandine Buchard - Alexandre Iddir - Kilian Le Blouch - Madeleine Malonga | Japon- Chizuru Arai - Shoichiro Mukai - Akira Sone - Aaron Wolf - Tsukasa Yoshida - Shohei Ōno - Uta Abe - Hifumi Abe - Shori Hamada - Hisayoshi Harasawa - Takanori Nagase - Miku Tashiro | Israël- Gili Sharir - Sagi Muki - Raz Hershko - Peter Paltchik - Timna Nelson-Levy - Tohar Butbul - Or Sasson - Li Kochman - Inbar Lanir - Shira Rishony - Baruch Shmailov                                                       |

1. 1 2 3 4 5 6 7 8 9 10 11  Combat lors de l'épreuve mixte mais ne combat pas en finale/match pour la médaille de bronze

En italique, judokas médaillés membres de l'équipe mixte mais n'ayant pas combattu.

## Karaté
| Épreuves       | Or                     | Argent                   | Bronze                       |
| -------------- | ---------------------- | ------------------------ | ---------------------------- |
| Hommes         |                        |                          |                              |
| Moins de 67 kg | Steven Da Costa (FRA)  | Eray Şamdan (TUR)        | Darkhan Assadilov (KAZ)      |
| Moins de 67 kg | Steven Da Costa (FRA)  | Eray Şamdan (TUR)        | Abdelrahman Al-Masatfa (JOR) |
| Moins de 75 kg | Luigi Busà (ITA)       | Rafael Ağayev (AZE)      | Gábor Hárspataki (HUN)       |
| Moins de 75 kg | Luigi Busà (ITA)       | Rafael Ağayev (AZE)      | Stanislav Horouna (UKR)      |
| Plus de 75 kg  | Sajjad Ganjzadeh (IRI) | Tareg Hamedi (KSA)       | Ryutaro Araga (JPN)          |
| Plus de 75 kg  | Sajjad Ganjzadeh (IRI) | Tareg Hamedi (KSA)       | Uğur Aktaş (TUR)             |
| Kata           | Ryo Kiyuna (JPN)       | Damián Quintero (ESP)    | Ali Sofuoğlu (TUR)           |
| Kata           | Ryo Kiyuna (JPN)       | Damián Quintero (ESP)    | Ariel Torres (USA)           |
| Femmes         |                        |                          |                              |
| Moins de 55 kg | Ivet Goranova (BUL)    | Anjelika Terliouga (UKR) | Bettina Plank (AUT)          |
| Moins de 55 kg | Ivet Goranova (BUL)    | Anjelika Terliouga (UKR) | Wen Tzu-yun (TPE)            |
| Moins de 61 kg | Jovana Preković (SRB)  | Yin Xiaoyan (CHN)        | Giana Farouk (EGY)           |
| Moins de 61 kg | Jovana Preković (SRB)  | Yin Xiaoyan (CHN)        | Merve Çoban (TUR)            |
| Plus de 61 kg  | Feryal Abdelaziz (EGY) | Iryna Zaretska (AZE)     | Sofya Berultseva (KAZ)       |
| Plus de 61 kg  | Feryal Abdelaziz (EGY) | Iryna Zaretska (AZE)     | Gong Li (CHN)                |
| Kata           | Sandra Sánchez (ESP)   | Kiyou Shimizu (JPN)      | Viviana Bottaro (ITA)        |
| Kata           | Sandra Sánchez (ESP)   | Kiyou Shimizu (JPN)      | Grace Lau (HKG)              |

## Lutte

### Gréco-romaine
| Épreuves        | Or                         | Argent                  | Bronze                         |
| --------------- | -------------------------- | ----------------------- | ------------------------------ |
| Hommes          |                            |                         |                                |
| Moins de 60 kg  | Luis Orta (CUB)            | Ken'ichirō Fumita (JPN) | Sergey Emelin (ROC)            |
| Moins de 60 kg  | Luis Orta (CUB)            | Ken'ichirō Fumita (JPN) | Sailike Walihan (CHN)          |
| Moins de 67 kg  | Mohammad Reza Geraei (IRI) | Parviz Nasibov (UKR)    | Mohamed Ibrahim El-Sayed (EGY) |
| Moins de 67 kg  | Mohammad Reza Geraei (IRI) | Parviz Nasibov (UKR)    | Frank Stäbler (GER)            |
| Moins de 77 kg  | Tamás Lőrincz (HUN)        | Akzhol Makhmudov (KGZ)  | Rafig Huseynov (AZE)           |
| Moins de 77 kg  | Tamás Lőrincz (HUN)        | Akzhol Makhmudov (KGZ)  | Shohei Yabiku (JPN)            |
| Moins de 87 kg  | Zhan Beleniouk (UKR)       | Viktor Lőrincz (HUN)    | Zurabi Datunashvili (SRB)      |
| Moins de 87 kg  | Zhan Beleniouk (UKR)       | Viktor Lőrincz (HUN)    | Denis Kudla (GER)              |
| Moins de 97 kg  | Musa Evloev (ROC)          | Artur Aleksanyan (ARM)  | Tadeusz Michalik (POL)         |
| Moins de 97 kg  | Musa Evloev (ROC)          | Artur Aleksanyan (ARM)  | Mohammad Hadi Saravi (IRI)     |
| Moins de 130 kg | Mijaín López (CUB)         | Iakob Kajaia (GEO)      | Rıza Kayaalp (TUR)             |
| Moins de 130 kg | Mijaín López (CUB)         | Iakob Kajaia (GEO)      | Sergey Semenov (ROC)           |

### Libre
| Épreuves        | Or                         | Argent                             | Bronze                       |
| --------------- | -------------------------- | ---------------------------------- | ---------------------------- |
| Hommes          |                            |                                    |                              |
| Moins de 57 kg  | Zaur Uguyev (ROC)          | Ravi Kumar (IND)                   | Thomas Gilman (USA)          |
| Moins de 57 kg  | Zaur Uguyev (ROC)          | Ravi Kumar (IND)                   | Nurislam Sanayev (KAZ)       |
| Moins de 65 kg  | Takuto Otoguro (JPN)       | Haji Aliyev (AZE)                  | Bajrang Punia (IND)          |
| Moins de 65 kg  | Takuto Otoguro (JPN)       | Haji Aliyev (AZE)                  | Gadzhimurad Rashidov (ROC)   |
| Moins de 74 kg  | Zaurbek Sidakov (ROC)      | Mahamedkhabib Kadzimahamedau (BLR) | Bekzod Abdurakhmonov (UZB)   |
| Moins de 74 kg  | Zaurbek Sidakov (ROC)      | Mahamedkhabib Kadzimahamedau (BLR) | Kyle Dake (USA)              |
| Moins de 86 kg  | David Taylor (USA)         | Hassan Yazdani (IRI)               | Myles Amine (SMR)            |
| Moins de 86 kg  | David Taylor (USA)         | Hassan Yazdani (IRI)               | Artur Nayfonov (ROC)         |
| Moins de 97 kg  | Abdulrashid Sadulaev (ROC) | Kyle Snyder (USA)                  | Abraham Conyedo (ITA)        |
| Moins de 97 kg  | Abdulrashid Sadulaev (ROC) | Kyle Snyder (USA)                  | Reineris Salas (CUB)         |
| Moins de 125 kg | Gable Steveson (USA)       | Geno Petriashvili (GEO)            | Taha Akgül (TUR)             |
| Moins de 125 kg | Gable Steveson (USA)       | Geno Petriashvili (GEO)            | Amir Hossein Zare (IRI)      |
| Femmes          |                            |                                    |                              |
| Moins de 50 kg  | Yui Susaki (JPN)           | Sun Yanan (CHN)                    | Sarah Hildebrandt (USA)      |
| Moins de 50 kg  | Yui Susaki (JPN)           | Sun Yanan (CHN)                    | Mariya Stadnik (AZE)         |
| Moins de 53 kg  | Mayu Mukaida (JPN)         | Pang Qianyu (CHN)                  | Bat-Ochiryn Bolortuyaa (MGL) |
| Moins de 53 kg  | Mayu Mukaida (JPN)         | Pang Qianyu (CHN)                  | Vanesa Kaladzinskaya (BLR)   |
| Moins de 57 kg  | Risako Kawai (JPN)         | Iryna Kurachkina (BLR)             | Helen Maroulis (USA)         |
| Moins de 57 kg  | Risako Kawai (JPN)         | Iryna Kurachkina (BLR)             | Evelina Nikolova (BUL)       |
| Moins de 62 kg  | Yukako Kawai (JPN)         | Aisuluu Tynybekova (KGZ)           | Iryna Koliadenko (UKR)       |
| Moins de 62 kg  | Yukako Kawai (JPN)         | Aisuluu Tynybekova (KGZ)           | Taybe Yusein (BUL)           |
| Moins de 68 kg  | Tamyra Mensah-Stock (USA)  | Blessing Oborududu (NGR)           | Alla Tcherkassova (UKR)      |
| Moins de 68 kg  | Tamyra Mensah-Stock (USA)  | Blessing Oborududu (NGR)           | Meerim Zhumanazarova (KGZ)   |
| Moins de 76 kg  | Aline Rotter-Focken (GER)  | Adeline Gray (USA)                 | Yasemin Adar (TUR)           |
| Moins de 76 kg  | Aline Rotter-Focken (GER)  | Adeline Gray (USA)                 | Zhou Qian (CHN)              |

## Natation synchronisée
| Épreuves | Or | Argent | Bronze |
| -------- | --- | --- | --- |
| Duo      | ROC- Svetlana Kolesnichenko - Svetlana Romashina | Chine- Huang Xuechen - Sun Wenyan                                                                                | Ukraine- Marta Fiedina - Anastassia Savtchouk |
| Ballet   | ROC- Vlada Chigireva - Marina Goliadkina - Svetlana Kolesnichenko - Polina Komar - Aleksandra Patskevich - Svetlana Romashina - Alla Shishkina - Maria Shurochkina | Chine- Feng Yu - Guo Li - Huang Xuechen - Liang Xinping - Sun Wenyan - Wang Qianyi - Xiao Yanning - Yin Chengxin | Ukraine- Maryna Aleksiïva - Vladyslava Aleksiïva - Marta Fiedina - Kateryna Reznik - Anastassia Savtchouk - Alina Chynkarenko - Ksenia Sydorenko - Ielyzaveta Iakhno |

## Pentathlon moderne
| Épreuves | Or                  | Argent                   | Bronze               |
| -------- | ------------------- | ------------------------ | -------------------- |
| Hommes   | Joseph Choong (GBR) | Ahmed El-Gendy (EGY)     | Jun Woong-tae (KOR)  |
| Femmes   | Kate French (GBR)   | Laura Asadauskaitė (LTU) | Sarolta Kovács (HUN) |

## Plongeon
| Épreuves                    | Or                                     | Argent                                           | Bronze                                       |
| --------------------------- | -------------------------------------- | ------------------------------------------------ | -------------------------------------------- |
| Hommes                      |                                        |                                                  |                                              |
| Tremplin à 3 m              | Xie Siyi (CHN)                         | Wang Zongyuan (CHN)                              | Jack Laugher (GBR)                           |
| Haut-vol à 10 m             | Cao Yuan (CHN)                         | Yang Jian (CHN)                                  | Tom Daley (GBR)                              |
| Tremplin à 3 m synchronisé  | Chine- Xie Siyi - Wang Zongyuan        | États-Unis- Andrew Capobianco - Michael Hixon    | Allemagne- Patrick Hausding - Lars Rüdiger   |
| Haut-vol à 10 m synchronisé | Grande-Bretagne- Tom Daley - Matty Lee | Chine- Cao Yuan - Chen Aisen                     | ROC- Aleksandr Bondar - Viktor Minibaev      |
| Femmes                      |                                        |                                                  |                                              |
| Tremplin à 3 m              | Shi Tingmao (CHN)                      | Wang Han (CHN)                                   | Krysta Palmer (USA)                          |
| Haut-vol à 10 m             | Quan Hongchan (CHN)                    | Chen Yuxi (CHN)                                  | Melissa Wu (AUS)                             |
| Tremplin à 3 m synchronisé  | Chine- Shi Tingmao - Wang Han          | Canada- Jennifer Abel - Mélissa Citrini-Beaulieu | Allemagne- Lena Hentschel - Tina Punzel      |
| Haut-vol à 10 m synchronisé | Chine- Chen Yuxi - Zhang Jiaqi         | États-Unis- Delaney Schnell - Jessica Parratto   | Mexique- Gabriela Agúndez - Alejandra Orozco |

## Skateboard
| Épreuves | Or                    | Argent               | Bronze              |
| -------- | --------------------- | -------------------- | ------------------- |
| Hommes   |                       |                      |                     |
| Park     | Keegan Palmer (AUS)   | Pedro Barros (BRA)   | Cory Juneau (USA)   |
| Street   | Yuto Horigome (JPN)   | Kelvin Hoefler (BRA) | Jagger Eaton (USA)  |
| Femmes   |                       |                      |                     |
| Park     | Sakura Yosozumi (JPN) | Kokona Hiraki (JPN)  | Sky Brown (GBR)     |
| Street   | Momiji Nishiya (JPN)  | Rayssa Leal (BRA)    | Funa Nakayama (JPN) |

## Softball
| Épreuves        | Or | Argent | Bronze |
| --------------- | --- | --- | --- |
| Tournoi féminin | Japon- Haruka Agatsuma - Mana Atsumi - Yamato Fujita - Nozomi Goto - Nodoka Harada - Yuka Ichiguchi - Hitomi Kawabata - Nayu Kiyohara - Yukiyo Mine - Sayaka Mori - Minori Naito - Yukiko Ueno - Saki Yamazaki - Eri Yamada - Yu Yamamoto | États-Unis- Monica Abbott - Ali Aguilar - Valerie Arioto - Ally Carda - Amanda Chidester - Rachel Garcia - Haylie McCleney - Michelle Moultrie - Dejah Mulipola - Aubree Munro - Bubba Nickles - Cat Osterman - Janie Reed - Delaney Spaulding - Kelsey Stewart | Canada- Jenna Caira - Emma Entzminger - Larissa Franklin - Jennifer Gilbert - Sara Groenewegen - Kelsey Harshman - Victoria Hayward - Danielle Lawrie - Janet Leung - Joey Lye - Erika Polidori - Kaleigh Rafter - Lauren Regula - Jennifer Salling - Natalie Wideman |

## Surf
| Épreuves | Or                   | Argent                 | Bronze              |
| -------- | -------------------- | ---------------------- | ------------------- |
| Hommes   | Ítalo Ferreira (BRA) | Kanoa Igarashi (JPN)   | Owen Wright (AUS)   |
| Femmes   | Carissa Moore (USA)  | Bianca Buitendag (RSA) | Amuro Tsuzuki (JPN) |

## Taekwondo
| Épreuves                       | Or                           | Argent                        | Bronze                     |
| ------------------------------ | ---------------------------- | ----------------------------- | -------------------------- |
| Hommes                         |                              |                               |                            |
| Poids mouches Moins de 58 kg   | Vito Dell'Aquila (ITA)       | Mohamed Khalil Jendoubi (TUN) | Mikhaïl Artamonov (ROC)    |
| Poids mouches Moins de 58 kg   | Vito Dell'Aquila (ITA)       | Mohamed Khalil Jendoubi (TUN) | Jang Jun (KOR)             |
| Poids légers Moins de 68 kg    | Ulugbek Rashitov (UZB)       | Bradly Sinden (GBR)           | Hakan Reçber (TUR)         |
| Poids légers Moins de 68 kg    | Ulugbek Rashitov (UZB)       | Bradly Sinden (GBR)           | Zhao Shuai (CHN)           |
| \|Poids welters Moins de 80 kg | Maksim Khramtsov (ROC)       | Saleh Al-Sharabaty (JOR)      | Seif Eissa (EGY)           |
| \|Poids welters Moins de 80 kg | Maksim Khramtsov (ROC)       | Saleh Al-Sharabaty (JOR)      | Toni Kanaet (CRO)          |
| Poids-lourds \|Plus de 80 kg   | Vladislav Larine (ROC)       | Dejan Georgievski (MKD)       | Rafael Alba Castillo (CUB) |
| Poids-lourds \|Plus de 80 kg   | Vladislav Larine (ROC)       | Dejan Georgievski (MKD)       | In Kyo-don (KOR)           |
| Femmes                         |                              |                               |                            |
| Poids mouches Moins de 49 kg   | Panipak Wongpattanakit (THA) | Adriana Cerezo (ESP)          | Tijana Bogdanović (SRB)    |
| Poids mouches Moins de 49 kg   | Panipak Wongpattanakit (THA) | Adriana Cerezo (ESP)          | Avishag Semberg (ISR)      |
| Poids légers Moins de 57 kg    | Anastasija Zolotic (USA)     | Tatiana Minina (ROC)          | Lo Chia-ling (TPE)         |
| Poids légers Moins de 57 kg    | Anastasija Zolotic (USA)     | Tatiana Minina (ROC)          | Hatice Kübra İlgün (TUR)   |
| Poids welters Moins de 67 kg   | Matea Jelić (CRO)            | Lauren Williams (GBR          | Ruth Gbagbi (CIV)          |
| Poids welters Moins de 67 kg   | Matea Jelić (CRO)            | Lauren Williams (GBR          | Hedaya Wahba (EGY)         |
| Poids-lourds Plus de 67 kg     | Milica Mandić (SRB)          | Lee Da-bin (KOR)              | Althéa Laurin (FRA)        |
| Poids-lourds Plus de 67 kg     | Milica Mandić (SRB)          | Lee Da-bin (KOR)              | Bianca Walkden (GBR)       |

## Tennis
| Épreuves         | Or                                                | Argent                                     | Bronze                                           |
| ---------------- | ------------------------------------------------- | ------------------------------------------ | ------------------------------------------------ |
| Simple messieurs | Alexander Zverev (GER)                            | Karen Khachanov (ROC)                      | Pablo Carreño Busta (ESP)                        |
| Simple dames     | Belinda Bencic (SUI)                              | Markéta Vondroušová (CZE)                  | Elina Svitolina (UKR)                            |
| Double messieurs | Croatie- Nikola Mektić - Mate Pavić               | Croatie- Marin Čilić - Ivan Dodig          | Nouvelle-Zélande- Marcus Daniell - Michael Venus |
| Double dames     | Tchéquie- Barbora Krejčíková - Kateřina Siniaková | Suisse- Belinda Bencic - Viktorija Golubic | Brésil- Laura Pigossi - Luisa Stefani            |
| Double mixte     | ROC- Anastasia Pavlyuchenkova - Andrey Rublev     | ROC- Elena Vesnina - Aslan Karatsev        | Australie- Ashleigh Barty - John Peers           |

## Tennis de table
| Épreuves     | Or                                          | Argent                                                        | Bronze                                                     |
| ------------ | ------------------------------------------- | ------------------------------------------------------------- | ---------------------------------------------------------- |
| Hommes       |                                             |                                                               |                                                            |
| Simple       | Ma Long (CHN)                               | Fan Zhendong (CHN)                                            | Dimitrij Ovtcharov (GER)                                   |
| Par équipes  | Chine- Xu Xin - Ma Long - Fan Zhendong      | Allemagne- Dimitrij Ovtcharov - Timo Boll - Patrick Franziska | Japon- Tomokazu Harimoto - Jun Mizutani - Koki Niwa        |
| Femmes       |                                             |                                                               |                                                            |
| Simple       | Chen Meng (CHN)                             | Sun Yingsha (CHN)                                             | Mima Ito (JPN)                                             |
| Par équipes  | Chine- Chen Meng - Sun Yingsha - Wang Manyu | Japon- Miu Hirano - Mima Ito - Kasumi Ishikawa                | Hong Kong- Doo Hoi Kem - Lee Ho Ching - Minnie Soo Wai Yam |
| Mixte        |                                             |                                                               |                                                            |
| Double mixte | Japon- Mima Ito - Jun Mizutani              | Chine- Liu Shiwen - Xu Xin                                    | Taipei chinois- Cheng I-ching - Lin Yun-ju                 |

## Tir
| Épreuves                      | Or                                         | Argent                                             | Bronze                                      |
| ----------------------------- | ------------------------------------------ | -------------------------------------------------- | ------------------------------------------- |
| Hommes                        |                                            |                                                    |                                             |
| Carabine à 10 m\|air comprimé | William Shaner (USA)                       | Sheng Lihao (CHN)                                  | Yang Haoran (CHN)                           |
| Carabine à 50 m 3 positions   | Zhang Changhong (CHN)                      | Sergueï Kamenskiy (ROC)                            | Milenko Sebić (SRB)                         |
| Pistolet à 10 m\|air comprimé | Javad Foroughi (IRI)                       | Damir Mikec (SRB)                                  | Pang Wei (CHN)                              |
| Pistolet à 25 m\|tir rapide   | Jean Quiquampoix (FRA)                     | Leuris Pupo (CUB)                                  | Li Yuehong (CHN)                            |
| Skeet                         | Vincent Hancock (USA)                      | Jesper Hansen (DEN)                                | Abdullah al-Rashidi (KUW)                   |
| Trap                          | Jiří Lipták (CZE)                          | David Kostelecký (CZE)                             | Matthew Coward-Holley (GBR)                 |
| Femmes                        |                                            |                                                    |                                             |
| Carabine à 10 m\|air comprimé | Yang Qian (CHN)                            | Anastasiia Galashina (ROC)                         | Nina Christen (SUI)                         |
| Carabine à 50 m 3 positions   | Nina Christen (SUI)                        | Yulia Zykova (ROC)                                 | Yulia Karimova (ROC)                        |
| Pistolet à 10 m\|air comprimé | Vitalina Batsarashkina (ROC)               | Antoaneta Kostadinova (BUL)                        | Jiang Ranxin (CHN)                          |
| Pistolet à 25 m               | Vitalina Batsarashkina (ROC)               | Kim Min-jung (KOR)                                 | Xiao Jiaruixuan (CHN)                       |
| Skeet                         | Amber English (USA)                        | Diana Bacosi (ITA)                                 | Wei Meng (CHN)                              |
| Trap                          | Zuzana Rehák-Štefečeková (SVK)             | Kayle Browning (USA)                               | Alessandra Perilli (SMR)                    |
| Mixte                         |                                            |                                                    |                                             |
| Carabine à 10 m\|air comprimé | Chine- Yang Qian - Yang Haoran             | États-Unis- Mary Tucker - Lucas Kozeniesky         | ROC- Yulia Karimova - Sergueï Kamenskiy     |
| Pistolet à 10 m\|air comprimé | Chine- Jiang Ranxin - Pang Wei             | ROC- Vitalina Batsarashkina - Artem Chernousov     | Ukraine- Olena Kostevytch - Oleh Omeltchouk |
| Trap                          | Espagne- Alberto Fernández - Fátima Gálvez | Saint-Marin- Gian Marco Berti - Alessandra Perilli | États-Unis- Brian Burrows - Madelynn Bernau |

## Tir à l'arc
| Épreuves    | Or                                                    | Argent                                                         | Bronze                                                      |
| ----------- | ----------------------------------------------------- | -------------------------------------------------------------- | ----------------------------------------------------------- |
| Hommes      |                                                       |                                                                |                                                             |
| Individuel  | Mete Gazoz (TUR)                                      | Mauro Nespoli (ITA)                                            | Takaharu Furukawa (JPN)                                     |
| Par équipes | Corée du Sud- Kim Je-deok - Kim Woo-jin - Oh Jin-hyek | Taipei chinois- Deng Yu-cheng - Tang Chih-chun - Wei Chun-heng | Japon- Takaharu Furukawa - Yūki Kawata - Hiroki Mutō        |
| Femmes      |                                                       |                                                                |                                                             |
| Individuel  | An San (KOR)                                          | Elena Osipova (ROC)                                            | Lucilla Boari (ITA)                                         |
| Par équipes | Corée du Sud- An San - Jang Min-hee - Kang Chae-young | ROC- Svetlana Gomboeva - Elena Osipova - Ksenia Perova         | Allemagne- Michelle Kroppen - Charline Schwarz - Lisa Unruh |
| Mixte       |                                                       |                                                                |                                                             |
| Par équipes | Corée du Sud- An San - Kim Je-deok                    | Pays-Bas- Gabriela Schloesser - Steve Wijler                   | Mexique- Alejandra Valencia - Luis Álvarez                  |

## Triathlon
| Épreuves     | Or                                                                                       | Argent                                                                     | Bronze                                                                       |
| ------------ | ---------------------------------------------------------------------------------------- | -------------------------------------------------------------------------- | ---------------------------------------------------------------------------- |
| Hommes       | Kristian Blummenfelt (NOR)                                                               | Alex Yee (GBR)                                                             | Hayden Wilde (NZL)                                                           |
| Femmes       | Flora Duffy (BER)                                                                        | Georgia Taylor-Brown (GBR)                                                 | Katie Zaferes (USA)                                                          |
| Relais mixte | Grande-Bretagne- Jessica Learmonth - Georgia Taylor-Brown - Jonathan Brownlee - Alex Yee | États-Unis- Taylor Knibb - Katie Zaferes - Kevin McDowell - Morgan Pearson | France- Cassandre Beaugrand - Léonie Périault - Dorian Coninx - Vincent Luis |

## Voile
| Épreuves     | Or                                               | Argent                                       | Bronze                                       |
| ------------ | ------------------------------------------------ | -------------------------------------------- | -------------------------------------------- |
| Hommes       |                                                  |                                              |                                              |
| Laser        | Matthew Wearn (AUS)                              | Tonči Stipanović (CRO)                       | Hermann Tomasgaard (NOR)                     |
| Finn         | Giles Scott (GBR)                                | Zsombor Berecz (HUN)                         | Joan Cardona Méndez (ESP)                    |
| RS:X         | Kiran Badloe (NED)                               | Thomas Goyard (FRA)                          | Bi Kun (CHN)                                 |
| 470          | Australie- Mathew Belcher - Will Ryan            | Suède- Fredrik Bergström - Anton Dahlberg    | Espagne- Nicolás Rodríguez - Jordi Xammar    |
| 49er         | Grande-Bretagne- Stuart Bithell - Dylan Fletcher | Nouvelle-Zélande- Peter Burling - Blair Tuke | Allemagne- Erik Heil - Thomas Plössel        |
| Femmes       |                                                  |                                              |                                              |
| Laser Radial | Anne-Marie Rindom (DEN)                          | Josefin Olsson (SWE)                         | Marit Bouwmeester (NED)                      |
| RS:X         | Lu Yunxiu (CHN)                                  | Charline Picon (FRA)                         | Emma Wilson (GBR)                            |
| 470          | Grande-Bretagne- Eilidh McIntyre - Hannah Mills  | Pologne- Jolanta Ogar - Agnieszka Skrzypulec | France- Camille Lecointre - Aloïse Retornaz  |
| 49er FX      | Brésil- Martine Grael - Kahena Kunze             | Allemagne- Susann Beucke - Tina Lutz         | Pays-Bas- Annemiek Bekkering - Annette Duetz |
| Mixte        |                                                  |                                              |                                              |
| Nacra 17     | Italie- Caterina Banti - Ruggero Tita            | Grande-Bretagne- Anna Burnet - John Gimson   | Allemagne- Paul Kohlhoff - Alica Stuhlemmer  |

## Volley-ball

### Beach-Volley
| Épreuves | Or                                          | Argent                                                | Bronze                                     |
| -------- | ------------------------------------------- | ----------------------------------------------------- | ------------------------------------------ |
| Hommes   | Norvège- Anders Mol - Christian Sørum       | ROC- Viacheslav Krasilnikov - Oleg Stoyanovskiy       | Qatar- Ahmed Tijan - Cherif Younousse      |
| Femmes   | États-Unis- Alexandra Klineman - April Ross | Australie- Mariafe Artacho del Solar - Taliqua Clancy | Suisse- Joana Heidrich - Anouk Vergé-Dépré |

### En salle
| Épreuves | Or | Argent | Bronze |
| -------- | --- | --- | --- |
| Hommes   | France- Stephen Boyer - Antoine Brizard - Daryl Bultor - Barthélémy Chinenyeze - Trévor Clévenot - Jenia Grebennikov - Nicolas Le Goff - Yacine Louati - Earvin Ngapeth - Jean Patry - Kévin Tillie - Benjamin Toniutti                  | ROC- Denis Bogdan - Valentin Goloubev - Ivan Iakovlev - Iegor Klyuka - Igor Kobzar - Ilyas Kurkaev - Maksim Mikhailov - Pavel Pankov - Viktor Poltaïev - Iaroslav Podlesnikh - Dmitri Volkov - Artiom Volvitch                                | Argentine- Facundo Conte - Santiago Danani - Luciano De Cecco - Agustín Loser - Bruno Lima - Nicolás Méndez - Ezequiel Palacios - Federico Pereyra - Cristian Poglajen - Martín Ramos - Matías Sánchez - Sebastián Solé |
| Femmes   | États-Unis- Foluke Akinradewo - Michelle Bartsch-Hackley - Andrea Drews - Micha Hancock - Kimberly Hill - Jordan Larson - Chiaka Ogbogu - Jordyn Poulter - Kelsey Robinson - Jordan Thompson - Haleigh Washington - Justine Wong-Orantes | Brésil- Camila Brait - Tandara Caixeta - Macris Carneiro - Ana Beatriz Corrêa - Ana Carolina da Silva - Ana Cristina de Souza - Fernanda Garay - Carol Gattaz - Gabriela Guimarães - Rosamaria Montibeller - Natália Pereira - Roberta Ratzke | Serbie- Bianka Buša - Mina Popović - Slađana Mirković - Brankica Mihajlović - Maja Ognjenović - Ana Bjelica - Maja Aleksić - Milena Rašić - Silvija Popović - Tijana Bošković - Bojana Milenković - Jelena Blagojević   |

## Water-polo
| Épreuves         | Or | Argent | Bronze |
| ---------------- | --- | --- | --- |
| Tournoi masculin | Serbie- Milan Aleksić - Nikola Dedović - Filip Filipović - Nikola Jakšić - Đorđe Lazić - Dušan Mandić - Branislav Mitrović - Stefan Mitrović - Duško Pijetlović - Gojko Pijetlović - Andrija Prlainović - Sava Ranđelović - Strahinja Rašović           | Grèce- Stylianos Argyropoulos - Georgios Dervisis - Ioannis Fountoulis - Konstantinos Galanidis - Konstantinos Genidounias - Konstantinos Gkiouvetsis - Marios Kapotsis - Christódoulos Kolómvos - Konstantinos Mourikis - Alexandros Papanastasiou - Dimitrios Skoumpakis - Angelos Vlachopoulos - Emmanouil Zerdevas | Hongrie- Dániel Angyal - Balázs Erdélyi - Balázs Hárai - Norbert Hosnyánszky - Szilárd Jansik - Krisztián Manhercz - Tamás Mezei - Viktor Nagy - Mátyás Pásztor - Márton Vámos - Dénes Varga - Soma Vogel - Gergő Zalánki        |
| Tournoi féminin  | États-Unis- Rachel Fattal - Aria Fischer - Makenzie Fischer - Kaleigh Gilchrist - Stephania Haralabidis - Paige Hauschild - Ashleigh Johnson - Amanda Longan - Madeline Musselman - Jamie Neushul - Melissa Seidemann - Maggie Steffens - Alys Williams | Espagne- Marta Bach - Anni Espar - Clara Espar - Laura Ester - Judith Forca - María García Godoy - Paula Leitón - Irene González - Beatriz Ortiz - María del Pilar Peña - Elena Ruiz - Elena Sánchez - Roser Tarragó                                                                                                   | Hongrie- Edina Gangl - Krisztina Garda - Gréta Gurisatti - Anikó Gyöngyössy - Anna Illés - Rita Keszthelyi - Dóra Leimeter - Alda Magyari - Rebecca Parkes - Nataša Rybanská - Dorottya Szilágyi - Gabriella Szűcs - Vanda Vályi |

## Athlètes les plus médaillés
| Athlète                | Pays             | Sport                  | Médaille d'or, Jeux olympiques | Médaille d'argent, Jeux olympiques | Médaille de bronze, Jeux olympiques | Total |
| Caeleb Dressel         | États-Unis       | Natation               | 5                              | 0                                  | 0                                   | 5     |
| Emma McKeon            | Australie        | Natation               | 4                              | 0                                  | 3                                   | 7     |
| Kaylee McKeown         | Australie        | Natation               | 3                              | 0                                  | 1                                   | 4     |
| An San                 | Corée du Sud     | Tir à l'arc            | 3                              | 0                                  | 0                                   | 3     |
| Lisa Carrington        | Nouvelle-Zélande | Canoë-kayak            | 3                              | 0                                  | 0                                   | 3     |
| Elaine Thompson-Herah  | Jamaïque         | Athlétisme             | 3                              | 0                                  | 0                                   | 3     |
| Katie Ledecky          | États-Unis       | Natation               | 2                              | 2                                  | 0                                   | 4     |
| Zhang Yufei            | Chine            | Natation               | 2                              | 2                                  | 0                                   | 4     |
| Ariarne Titmus         | Australie        | Natation               | 2                              | 1                                  | 1                                   | 4     |
| Vitalina Batsarashkina | ROC              | Tir                    | 2                              | 1                                  | 0                                   | 3     |
| James Guy              | Grande-Bretagne  | Natation               | 2                              | 1                                  | 0                                   | 3     |
| Daiki Hashimoto        | Japon            | Gymnastique artistique | 2                              | 1                                  | 0                                   | 3     |
| Adam Peaty             | Grande-Bretagne  | Natation               | 2                              | 1                                  | 0                                   | 3     |
| Evgeny Rylov           | ROC              | Natation               | 2                              | 1                                  | 0                                   | 3     |
| Cate Campbell          | Australie        | Natation               | 2                              | 0                                  | 1                                   | 3     |
| Sifan Hassan           | Pays-Bas         | Athlétisme             | 2                              | 0                                  | 1                                   | 3     |
| Harrie Lavreysen       | Pays-Bas         | Cyclisme sur piste     | 2                              | 0                                  | 1                                   | 3     |
| Mollie O'Callaghan     | Australie        | Natation               | 2                              | 0                                  | 1                                   | 3     |
| Duncan Scott           | Grande-Bretagne  | Natation               | 1                              | 3                                  | 0                                   | 4     |
| Mima Ito               | Japon            | Tennis de table        | 1                              | 1                                  | 1                                   | 3     |
| Sunisa Lee             | États-Unis       | Gymnastique artistique | 1                              | 1                                  | 1                                   | 3     |
| Margaret MacNeil       | Canada           | Natation               | 1                              | 1                                  | 1                                   | 3     |
| Ryan Murphy            | États-Unis       | Natation               | 1                              | 1                                  | 1                                   | 3     |
| Andre De Grasse        | Canada           | Athlétisme             | 1                              | 0                                  | 2                                   | 3     |
| Shericka Jackson       | Jamaïque         | Athlétisme             | 1                              | 0                                  | 2                                   | 3     |
| Angelina Melnikova     | ROC              | Gymnastique artistique | 1                              | 0                                  | 2                                   | 3     |
| Nikita Nagornyy        | ROC              | Gymnastique artistique | 1                              | 0                                  | 2                                   | 3     |
| Brianna Throssell      | Australie        | Natation               | 1                              | 0                                  | 2                                   | 3     |
| Lilly King             | États-Unis       | Natation               | 0                              | 2                                  | 1                                   | 3     |
| Kylie Masse            | Canada           | Natation               | 0                              | 2                                  | 1                                   | 3     |
| Regan Smith            | États-Unis       | Natation               | 0                              | 2                                  | 1                                   | 3     |
| Kyle Chalmers          | Australie        | Natation               | 0                              | 1                                  | 2                                   | 3     |
| Penny Oleksiak         | Canada           | Natation               | 0                              | 1                                  | 2                                   | 3     |
| Xiao Ruoteng           | Chine            | Gymnastique artistique | 0                              | 1                                  | 2                                   | 3     |